# Luigi Piccioni (critico)
Luigi Piccioni (Brescia, 1870 – Torino, 1955) è stato un critico letterario, storico della letteratura e del giornalismo italiano.

## Biografia
Laureatosi all'Università di Firenze nel 1893, è stato autore di molte opere di saggistica e critica letteraria. Dal 1896 si è dedicato all'insegnamento nei licei classici, di cui ha avuto anche il ruolo di preside. Dal 1905, una volta ottenuta l'abilitazione alla docenza universitaria, è stato professore di letteratura italiana presso l'Università di Torino.
Socio corrispondente dell'Accademia delle Scienze di Torino, Piccioni ha speso buona parte della sua attività critico-letteraria allo studio della figura e dell'opera di Giuseppe Baretti, curandone in particolare, tra il 1932 e il 1936, in sei volumi editi per Laterza, le edizioni delle Opere, con particolare riferimento alla Frusta letteraria e all'Epistolario.
Redattore del «Giornale storico della letteratura italiana», ha anche redatto continuativamente dal 1913 al 1928 una rassegna storica del giornalismo uscita prima in fascicoli monografici, poi dal 1918 all'interno della «Rassegna Nazionale». Nel 1949, per la UTET, ha curato un volume sulla storia del Giornalismo letterario del Settecento.

## Opere principali

### Barettiana
- Giuseppe Baretti. La famiglia. I primi anni, in «Atti dell'Ateneo di scienze lettere ed arti di Bergamo», vol. XIV, Istituto italiano d'arti grafiche, Bergamo 1888, pp. 74.
- Studi e ricerche intorno a Giuseppe Baretti. Con lettere e documenti inediti, Giusti, Livorno 1899.
- curatela di G. Baretti, Prose scelte, G.B. Paravia, Torino 1907 (II ed. 1906, III ed. 1922).
- Lacy Collison-Morley, Giuseppe Baretti with an account of his literary friendship and feuds in Italy and in England, in «Giornale storico della letteratura italiana», LIV, 1909, pp. 94-110.
- Per la fortuna del Rasselas di Samuele Johnson in Italia: una versione inedita di Giuseppe Baretti, in «Giornale storico della letteratura italiana», LV, 1910, pp. 18.
- curatela di G. Baretti, Prefazioni e polemiche, Laterza, Bari 1911 (II ed. 1912, poi rist. in Opere).
- Giuseppe Baretti prima della Frusta letteraria (1719-1760). L'uomo, il poeta, il critico. Con Appendice di 26 Lettere inedite, e una bibliografia della critica intorno a Giuseppe Baretti, Loescher, Torino 1912.
- curatela di G. Baretti, La scelta delle lettere familiari, Laterza, Bari 1912.
- curatela di G. Baretti, Scelta di Lettere familiari, critiche e descrittive. Con una bibliografia delle opere di Giuseppe Baretti e un glossario, Giusti, Livorno 1913 (II ed. 1934).
- Amori e ambizioni di Giuseppe Baretti, in «Giornale storico della letteratura italiana», vol. LXXII (1918), fasc. 214-215, pp. 26.
- Giuseppe Baretti (1719-1789), G.B. Paravia, Torino 1931.
- curatela di G. Baretti, Opere, 6 voll., Laterza, Bari 1932-1936.
- Nota a La frusta letteraria di Giuseppe Baretti, Laterza, Bari 1932.
- Un maestro italiano in una famiglia inglese. Con alcune lettere inedite di Giuseppe Baretti, in «Giornale storico della letteratura italiana», vol. CII (1933), fasc. 230-242, pp. 14.
- Iconografia barettiana, in «Emporium», 1933, pp. 16-23.
- curatela di G. Baretti, Lettere scelte, Felice Le Monnier, Firenze 1934.
- Giuseppe Baretti davanti ai giudici inglesi, in «Pan. Rassegna mensile», III (1934), fasc. VI, pp. 182-190.
- Giuseppe Baretti, difensore dell'Italia in Inghilterra. Con una lettera inedita, in «Pan. Rassegna mensile», IV (1935), fasc. II, pp. 212-220.
- Giuseppe Baretti: discorso, in «Celebrazioni piemontesi», 1935, vol. 1, pp. 27.
- Nota all'epistolario di Giuseppe Baretti, Laterza, Bari 1936.
- Inediti barettiani, in «Giornale storico della letteratura italiana», vol. CXIV (1939), pp. 21.
- curatela di G. Baretti, Lettere familiari a' suoi tre fratelli Filippo, Giovanni e Amedeo, Società Subalpina, Torino 1941.
- Bibliografia analitica di Giuseppe Baretti. Con un'appendice di cronologia biografica barettiana, Societa Subalpina, Torino 1942.

### Critica letteraria
- Cuore e critica: pagine sparse, Istituto Italiano di Arti Grafiche, Bergamo 1895.
- Dante e Cesena, Leo S. Olschki, Firenze 1902.
- Accademie ed accademici cesenati nei secoli XVI e XVII: Tommaso Maria Martinelli, Istituto italiano d'arti grafiche, Bergamo 1902.
- Di Francesco Uberti umanista cesenate de' tempi di Malatesta Novello e di Cesare Borgia, Zanichelli, Bologna 1903.
- Appunti e Saggi di storia letteraria, Giusti, Livorno 1912.
- Un decennio d'amicizia tra Silvio Pellico e Pietro di Santa Rosa. Con 17 lettere di Silvio Pellico e altri documenti inediti, Lapi, Città di Castello 1915.
- curatela di D. Mantovani, Pagine d'arte e di vita, Sten, Torino 1915.
- Da Prudenzio a Dante. Manuale per la storia della letteratura in Italia: dal sec. IV. al sec. XIII. Con commento e glossario, G. B. Paravia, Torino 1916 (II ed. 1923).
- Fra poeti e giornalisti. Note di storia e di critica letteraria, Giusti, Livorno 1925.
- curatela di L. Valmaggi, I cicisbei. Contributo alla storia del costume italiano nel sec. XVIII, Chiantore, Torino 1927.
- Lettere belle. Manuale storico-antologico di letteratura italiana, 2 voll., G.B. Paravia, Torino 1949.

### Storia del giornalismo
- Il giornalismo letterario in Italia: saggio storico-critico, Loescher, Torino 1894 (versione digitalizzata).
- Il giornalismo bergamasco. Dalle sue origini alla costituzione del Regno d'Italia: 1797-1861. Contributo alla storia del giornalismo italiano,  Istituto italiano d'arti grafiche, Bergamo 1897.
- Notizie ed appunti intorno al giornalismo Bergamasco, con una Tavola sinottica dei giornali bergamaschi (1797- 1861), Istituto Italiano d'arti Grafiche, Bergamo 1900.
- Le scuole di giornalismo, in «Nuova Antologia», settembre 1910, pp. 15.
- Il giornalismo, Istituto per la propaganda della cultura italiana, Roma 1920.
- Storia del giornalismo, in «Nuova Antologia», luglio 1931, pp. 18.
- Bibliografia storica del giornalismo italiano: 1928-41, in «Atti della Reale Accademia delle scienze di Torino», LXXVII-LXXVIII, 1941-1943, pp. 87.
- Bibliografia storica del giornalismo italiano: 1942-1948, in «Atti dell'Accademia delle Scienze di Torino», vol. LXXX, 1949, pp. 11.